# Liste der Wappen im Bezirk Waidhofen an der Thaya
Diese Liste beinhaltet – geordnet nach der Verwaltungsgliederung – alle in der Wikipedia gelisteten Wappen des Bezirks Waidhofen an der Thaya (Niederösterreich). In dieser Liste werden die Wappen mit dem Gemeindelink angezeigt. Die Fußnoten verweisen auf die Blasonierung des entsprechenden Wappens.

## Bezirk Waidhofen an der Thaya

Dietmanns
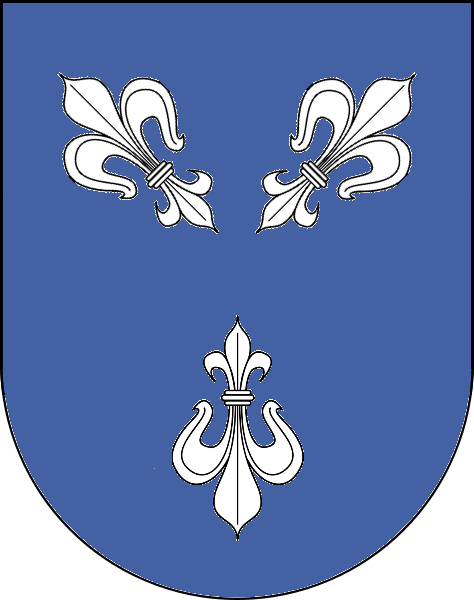
Dobersberg
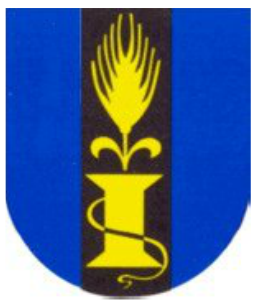
Gastern
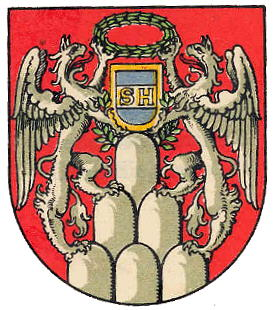
Groß-Siegharts
Karlstein an der Thaya
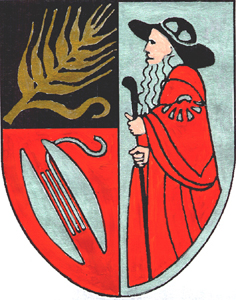
Kautzen
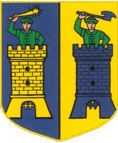
Ludweis-Aigen
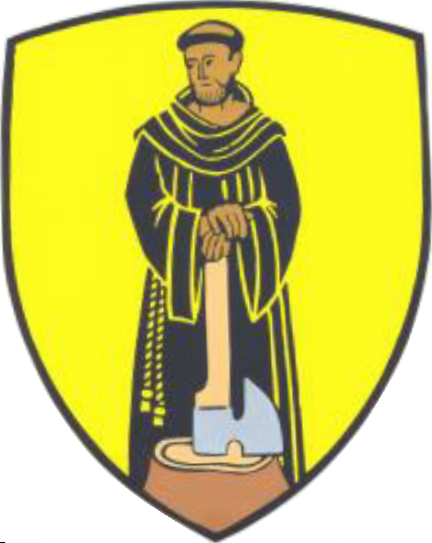
Pfaffenschlag bei Waidhofen
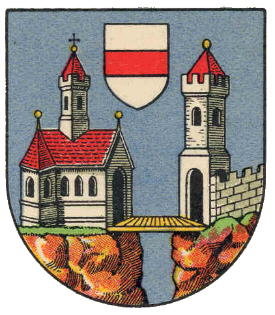
Raabs an der Thaya
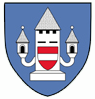
Thaya
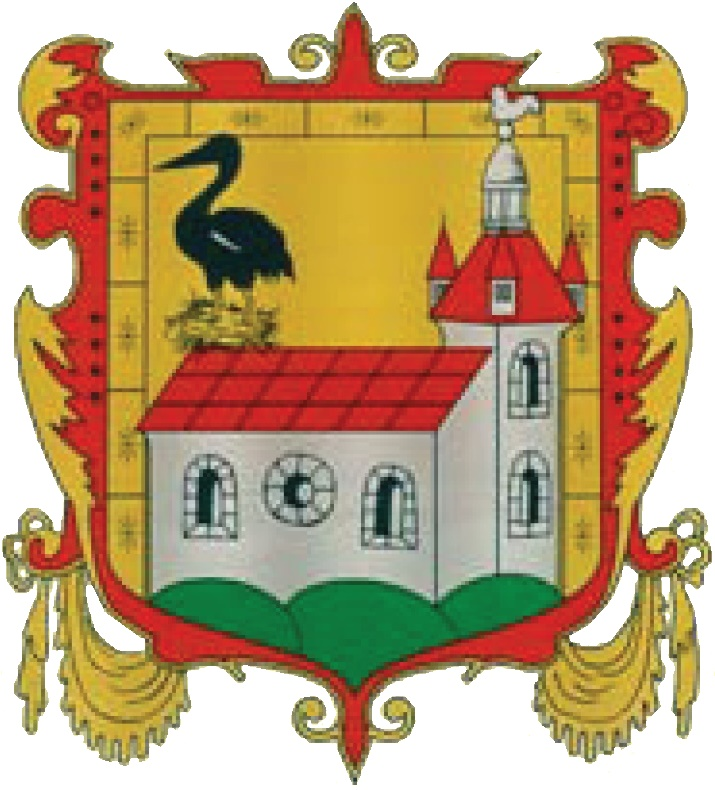
Vitis
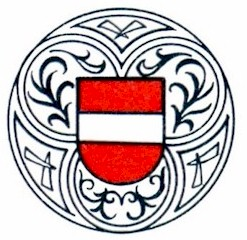
Waidhofen an der Thaya
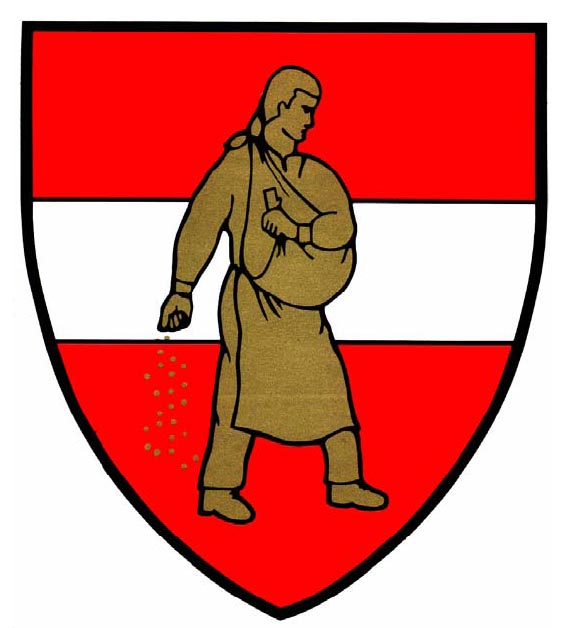
Waidhofen an der Thaya-Land
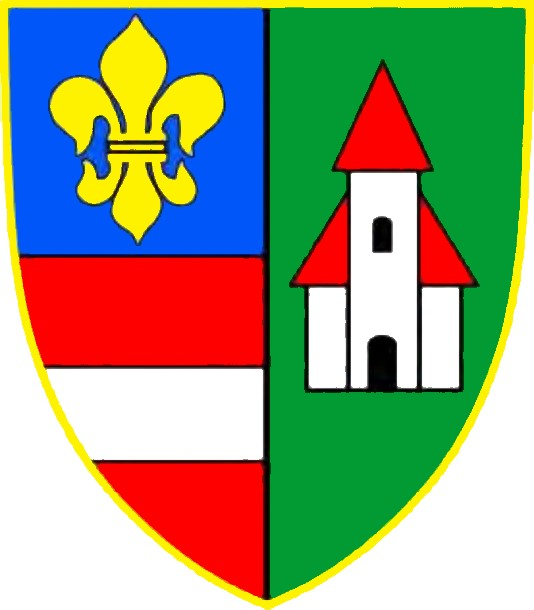
Waldkirchen an der Thaya
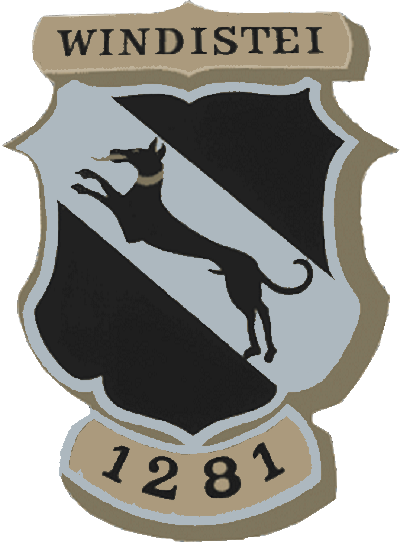
Windigsteig

## Blasonierungen
1. ↑   Auf dem roten Schild mit dem silbernen Balken läuft ein mit der rechten Hand säender goldener Landmann nach heraldisch links